# Cyriak z Ankony
Cyriak z Ankony, właśc. Ciriaco De’ Pizzicolli (ur. w 1391 w Ankonie, zm. w 1452 w Cremonie) – włoski humanista, archeolog i archiwista.

## Życiorys
Urodził się w 1391 roku w Ankonie. Podczas podróży handlowych na wschodzie zebrał wielki zbiór inskrypcji i manuskryptów z Rodos, Bejrutu, Damaszku, Cypru, Mityleny, Tessalonik i innych miejsc. Po powrocie w 1426 roku korzystał z patronatu papieża Eugeniusza IV, władcy Florencji Kosmy Medyceusza i mediolańskiego rodu Visconti. W 1443 roku odwiedził Moreę, gdzie skopiował inskrypcje wspomniane w korespondencji Francesca Filelfa, Ambrożego Traversariego i Leonarda Bruniego. Rok później skopiował reliefy i naszkicował rzeźby z Sanktuarium Wielkich Bogów na Samotrace. Jest uważany za jednego z najlepszych epigrafików w erze renesansu. Jego kolekcja inskrypcji, zebrana w sześciu tomach, spłonęła w pożarze w 1514 roku. Większość z jego dzieł przepadła, a te które ocalały zostały wydane jako „Itinerarium” w 1742 i „Epigrammata reperta per Illyricum a Kyriaco Anconitano” w 1664 roku. Zmarł w 1452 roku w Cremonie.

## Dzieła
- Epigrammata reperta per Illyricum a Kyriaco Anconitano (1664)
- Itinerarium (1742)